# Floralia montium
Floralia montium (abreviado Floral. Mont.) es un libro con ilustraciones y descripciones botánicas que fue escrito por el ingeniero, botánico, y pteridólogo brasileño; Alvaro Astolpho da Silveira y publicado en Bello Horizonte en dos volúmenes en los años 1928 y 1931.